# Апенински мрки медвед
Апенински мрки медвед (лат. Ursus arctos marsicanus), такође познат као марсикански мрки медвед, критично је угрожена подврста мрког медведа, са низом ограничења на Национални парк Абруцо, и околног региона у Италији. Дебата постоји о томе да ли треба да се третира кao подврста или некa класификацијa за себе.

## Станиште и статус очувања
Популација апенинског мрког медведа је мала и изолована. Станиште медведа у Италији је Национални парк Абруцо, и у околини и околним местима; Национални парк Монти Сибилини, Национални парк Сиренте-Велино и Национални парк Симброини. Станиште и популација овог медведа у последњих 200 година су се значајно смањиле, а преостала популација је под претњом, посебно због развијања пољопривреде у региону Абруцо, као и криволова и тровања. То је довело до тренутног броја популације, који се процењује се на 40 и 50 медведа који живе у том станишту.

## Биологија
Мужјак апенинског црног медведа може тежити до 200 кг, а кад се усправи висок је 1,9 до 2 метра, док су женке мање од мужјака. Овај медвед је веома стидљив, и углавном се појављује ноћу. Живи усамљенички живот и заузима своју територију, која може бити до 200 квадратних километара.